# 伊丹市立南小学校
伊丹市立南小学校（いたみしりつ みなみしょうがっこう）は、兵庫県伊丹市御願塚（ごがづか）2丁目にある公立小学校。

## 沿革
出典
- 1945年（昭和20年）9月15日 - 伊丹国民学校（現・伊丹市立伊丹小学校）の分教場として開校。
- 1946年（昭和21年）5月10日 - 伊丹南国民学校として開校し、開校式挙行。当時第3学年以下9学級・児童数240名であった。
- 1947年（昭和22年）4月1日 - 学制改革により、伊丹市立南小学校と改称。
- 1948年（昭和23年）5月 - 児童急増に伴い、二部授業を実施。[要出典]
- 1956年（昭和31年）11月11日 - 創立十周年記念式典挙行。
- 1965年（昭和40年）9月15日 - 校旗・校歌を制定。
- 1966年（昭和41年）3月6日 - 創立二十周年式典挙行。
- 1967年（昭和42年）4月1日 - 校区西部を伊丹市立笹原小学校として分離。
- 1969年（昭和44年）
  - 7月26日 - 新設プール開きを行う。
  - 10月20日 - 植松地区学区を有岡小学校として分離。
- 1970年（昭和45年）7月10日 - 新体育館兼講堂落成。
- 1974年（昭和49年）4月1日 - 校区西部を伊丹市立鈴原小学校として分離し、第4学年以下の児童が転校。
- 1978年（昭和53年）12月15日 - 冷暖房機械引渡し完了。
- 1980年（昭和55年）5月18日 - 南ボーイスカウト結成十五周年記念式典挙行。
- 1984年（昭和59年）6月24日 - 南友会（南小PTAのOB会）創立総会開催。
- 1985年（昭和60年）11月23日 - 創立四十周年記念式典挙行し、PTAより大型ジャングルジムが寄贈された。
- 1989年（平成元年）2月28日 - 校訓石碑「強いからだに、きれいな心」除幕（PTA寄贈）。
- 1995年（平成7年）
  - 1月17日 - 5時46分頃、阪神・淡路大震災発生。体育館と木の部屋が避難所となる。
  - 2月12日 - 震災による避難所を閉鎖。
  - 12月9日 - 創立50周年記念式典挙行し、記念音楽会と祝賀会を開催。
- 1998年（平成10年）10月3日 -  『いきいきサロン南』を開設。
- 2000年（平成12年）10月14日 - 第1回南っ子わくわくランド実施。
- 2003年（平成15年）8月17日 - スポーツクラブ21みなみ設立総会開催。
- 2004年（平成16年）6月3日 - 伊丹有岡ライオンズクラブ寄贈により、中庭ビオトープ完成。
- 2005年（平成17年）
  - 7月24日 - 南小地区フェスタ実施。小池百合子環境大臣（当時）来校。[要出典]
  - 11月4日 - 創立60周年を祝う会開催。
- 2008年（平成20年）- 半井小絵（NHK気象予報士）来校。[要出典]
- 2010年（平成22年）7月21日 - 南館アスベスト除去完了。
- 2011年（平成23年）10月27日 - 北京オリンピック日本代表の石黒由美子選手来校。
- 2012年（平成24年）
  - 3月5日 - 琴奨菊関（大相撲大関）来校。
  - 8月27日 - 中庭ビオトープ改修。
- 2014年（平成26年）9月30日 - 大規模改造第Ⅰ期完了（体育館・北校舎）。
- 2015年（平成27年）11月14日 - 創立70周年記念式典挙行。
- 2016年（平成28年）10月1日 - 大規模改造第Ⅱ期完了（南館校舎）。
- 2019年（令和元年）12月12日 - 今岡真訪（プロ野球・阪神タイガース元選手）来校。

## 通学区域
出典
- 稲野町（全域）
- 梅ノ木1丁目（全域）
- 梅ノ木2丁目（全域）
- 梅ノ木3丁目（全域）
- 梅ノ木4丁目（全域）
- 梅ノ木5丁目（全域）
- 梅ノ木6丁目（全域）
- 柏木町（全域）
- 御願塚1丁目（全域）
- 御願塚2丁目（全域）
- 御願塚3丁目（全域）
- 御願塚4丁目（全域）
- 御願塚5丁目（全域）
- 御願塚8丁目（全域）
- 平松（全域）
- 南町1丁目（全域）
- 南町2丁目（全域）
- 南町4丁目（8番を除く）
- 南野1丁目（全域）
- 南本町3丁目（1番10号～20号、2番）
- 南本町4丁目（1番、2番）
- 南本町5丁目（1番、2番）
- 南本町6丁目（1番、2番）
- 南本町7丁目（1番）
- 若菱町（全域）

## 進学先中学校
出典
- 伊丹市立南中学校

## 周辺
- 兵庫県道332号山本伊丹線 - 校地西側を通る
- 新伊丹郵便局
- 御願塚古墳
- 須佐男神社
- 西光寺
- 伊丹市立わかばこども園
- 伊丹市立児童会館こらくる
- 伊丹女性児童センター
- 伊丹市立鈴原小学校 - 学校同士は400mほどしか離れていない。また、上述の「わかばこども園」と「児童会館こらくる」・「伊丹女性児童センター」とは、伊丹市道をはさんで、敷地が隣接している。
- 阪急電鉄伊丹線新伊丹駅
- 伊丹市立南中学校
- 伊丹市役所 南センター
- JR西日本山陽新幹線

## 交通アクセス
学校正門（校門）まで。
- 阪急伊丹線新伊丹駅から、徒歩約410m・約6分。
- JR福知山線猪名寺駅から、徒歩約1.4km・約21分。
  - なお、福知山線伊丹駅からは、猪名寺駅で降りるより、若干距離が延びる。
- 伊丹空港から、車で約6.7km・約13分。

## 通学区域が隣接している学校
- 伊丹市立有岡小学校
- 伊丹市立伊丹小学校
- 伊丹市立鈴原小学校
- 伊丹市立笹原小学校
- 尼崎市立塚口小学校
- 尼崎市立園田北小学校